# 红土地镇
红土地镇是中华人民共和国云南省昆明市东川区下辖的一个建制镇。实际上隶属于昆明倘甸产业园区轿子山旅游开发区。2017年12月，正式签订移交协议。

## 行政区划
红土地镇下辖以下地区：
法者村、花沟村、松毛棚村、仓房村、新田村、龙树村、银水箐村、蚂蟥箐村、二坪子村、炭房村、蚌德村、大坪子村、石羊厩村、茅坝子村和新乐村。